# 海氏白姑魚
海氏白姑魚為輻鰭魚綱鱸形目鱸亞目石首魚科的其中一種，分布於西印度洋區的阿拉伯海及阿曼海海域，體長可達60公分，可做為食用魚。